# Wojnicz
Wojnicz è un comune urbano-rurale polacco del distretto di Tarnów, nel voivodato della Piccola Polonia.
Ricopre una superficie di 78,55 km² e nel 2004 contava 13 018 abitanti.